# 동래영 갑주
동래영 갑주(東萊營 甲胄)는 부산광역시 동래구 안락동, 충렬사에 있는 조선시대의 갑옷과 투구이다. 2004년 5월 8일 부산광역시의 민속문화재 제3호로 지정되었다.

## 개요
두정(頭頂) 갑옷은 조선후기에 발달한 방호복으로 현재 몇 벌의 유물이 전해 내려오고 있다. 동래영 갑옷과 투구는 송공단(宋公壇) 제향 때 입었던 제복(祭服)으로 전해지고 있다. 육군박물관에 소장되어 있는 연대가 정확한 갑주와 비교해 본다면, 동래영 갑주는 전문 장인에 의하여 조선후기 갑옷의 형식을 충실히 지키면서 제작된 것으로 추정된다.
우리고장 순국선열의 충절이 담긴 유물일 뿐 아니라, 조선후기 갑옷과 투구의 모습을 보여주는 귀중한 자료로서, 우리나라 무관복(武官服) 연구에 많은 도움을 주는 중요한 자료로 평가된다.

## 참고 자료
- 동래영 갑주 - 국가유산청 국가유산포털